# Nagy Ernő (rendező)
Nagy Ernő (Budapest, 1970. január 7. –) operatőr, filmrendező, dramaturg.

## Pályája
1998-ban végzett az ELTE videókommunikáció és alkalmazott videó szakán. 1998 óta számtalan dokumentumfilmet és televíziós produkciót fényképezett és rendezett. Az MTV Kulturális Főszerkesztőségén dolgozott operatőrként, később szerkesztő-operatőrként Részt vett többek között a Mikrokozmosz, az Iskolautca, az Iskolapélda és Példabeszéd című műsorok elkészítésében is. 2001 őszétől filmtörténeti előadásokat tart havi rendszerességgel a Hírközlési és Informatikai Tudományos Egyesületben, illetve az ELTE Videostúdió külsős munkatársa rendező-operatőrként.
2005-től az ELTE Természettudományi Kar (ELTE TTK) Multimédiapedagógiai és Oktatástechnológiai Központjában tanít speciálkollégium keretein belül mozgókép elméletet és gyakorlatot. 2012 óta operatőri ismereteket és filmkészítést tanít az ELTE TTK Természettudományi Kommunikáció MSc szakon.
2006-tól tagja a Magyar Operatőrök Társaságának (H.S.C.).
Több történelmi témájú dokumentumfilmet is forgatott, ilyen az Eötvös Loránd Tudományegyetem 1956-os forradalmi eseményeinek feldolgozása (Eötvenhat), illetve a lengyel Szolidaritás mozgalom 30. évfordulójára készített filmje („Így kiáltok én, lengyel föld fia… A lengyel Szolidaritás).
Egyik ötletadója és szervezője a PAREVO – Párhuzamos forradalmak Kelet-Közép-Európában Nemzetközi Dokumentumfilm Fesztiválnak.

## Filmjei (válogatás)
1997
- E/A 1/1 (8 perc) - dokumentum portré, rendező-operatőr.

1998
- Pillantások (25 perc) - dokumentum esszé, (Szalay Péterrel) rendező-operatőr, OFF 1. díj, EBU Swiss Prize 2. díj (Basel).
- Vízállásjelentés (10 perc) - dokumentum esszé, rendező-operatőr.
- Öcsike (8 perc) - dokumentum esszé, rendező-operatőr.
- Mikrokozmosz - számítástechnikai sorozat 15 rész MTV2, szerkesztő-operatőr.

1999
- "Nekem Válban van az ágyam…" (50 perc) - dokumentum portré, rendező-operatőr.
- Transcriptions (7 perc) - dokumentum esszé, rendező-operatőr.

2000
- Front street 84 (22 perc) - dokumentum portré, rendező-operatőr. Képzőművészeti Film Fesztivál 3. díj, Budapesti Független Szemle 1. díj.
- Duende (42 perc) - dokumentum portré, rendező-operatőr 32. Magyar Filmszemle versenyfilm, Doku 2001 Fesztivál, Országos Független Szemle 3. díj.

2001
- Északföld (62 perc) – dokumentum, dramaturg (Rendezte: Füredi Zoltán).
- A többire már van recept... (43 perc) – dokumentum, (Kollár Dezsővel) rendező-operatőr.

2002
- Az ember ha van... (19 perc) - dokumentum portré, rendező-operatőr.
- Játék-film – dokumentum, operatőr.
- Borország borvidékei (5x20 másodperc).
- A bornak Isteni arca van (20 másodperc) reklám, rendező-operatőr (Péterffy Andrással).

2003
- Ásványok és emberek (42 perc) – dokumentum, rendező-operatőr.

2004
- Yiddish Blues (78 perc) – dokumentum, forgalmazza a MOKÉP (Péterffy Andrással közösen rendező), operatőr.

2005
- Az egyelemű halmaz (65 perc) – dokumentum, rendező-operatőr.
- Eötvenhat (65 perc) – történelmi dokumentum, a 37. Magyar Filmszemle versenyfilmje, rendező-operatőr.[2]
- Határeset (32 perc) – történelmi dokumentum, dramaturg (Rendezte: Rendezte: Szalay Péter).[3]

2006
- Mai módi (45 perc) – dokumentum, a 38. Magyar Filmszemle versenyfilmje, operatőr (Rendezte: Szalay Péter).
- A vaddiófa árnyéka - A megélt forradalom. Rácz Sándor arcképe (56 perc) – történelmi dokumentum, operatőr (Rendezte: Péterffy András).[4]
- Te fogsz benne élni – oktató-játékfilm, operatőr-rendező.
- Panoptikum – kísérleti kisjátékfilm, operatőr.

2007
- A nevetlen falu I-II. (105 perc) – dokumentum, operatőr (Rendezte: Péterffy András).
- A szobor lelke – dokumentum, operatőr.

2008
- Jó iskolát kívánunk! – operatőr-rendező.
- Nomád pláza – Három vándor (53 perc) – dokumentum, operatőr, a 40. Magyar Filmszemle versenyfilmje (Rendezte: Szalay Péter).

2009
- A Szent-István bazilika – dramatizált dokumentum, operatőr-rendező, a 2009-es H.S.C. Aranyszem Operatőr Fesztivál jelölt film.[5]

2010
- "Így kiáltok én, lengyel föld fia..." A lengyel Szolidaritás (27 perc) – történelmi dokumentum, rendező és operatőr.[6]

2011
- Belülről izzó tűz (65 perc) - dokumentum, rendező.[7]

2012
- A nyolcak nyomában (61 perc) – dokumentum, operatőr (Rendezte: Szalay Péter).[8]

## Publikációk
- Mozgóképi formanyelv - élet a képen kívül. In: Elektronikus médiatartalmak: Video és hang. Szerk.: Szabó Sóki László.[halott link]
- Televíziós műfajok. In: Elektronikus médiatartalmak: Video és hang. Szerk.: Szabó Sóki László.

## Külső hivatkozások
- Multimédiapedagógiai és Oktatástechnológiai Központ Dokumentumfilm kutatócsoport[halott link]
- Magyar Operatőrök Társasága
- Hungarian Movie Database